# جوشوا زاباتا
جوشوا زاباتا (بالإسبانية: Joshua Zapata González)‏ هو لاعب كرة قدم إسباني، ولد في 28 يناير 1989 في مدريد في إسبانيا. شارك مع منتخب إسبانيا تحت 16 سنة لكرة القدم. أما مع النوادي، فقد لعب مع أتلتيكو مدريد ب وأتلتيكو مدريد ورايو ماخاداهوندا.

## وصلات خارجية
- جوشوا زاباتا على موقع قاعدة بيانات كرة القدم.إي يو (الإنجليزية)
- جوشوا زاباتا على موقع Soccerway.com (الإنجليزية)